# Manufacture d’armes de Châtellerault

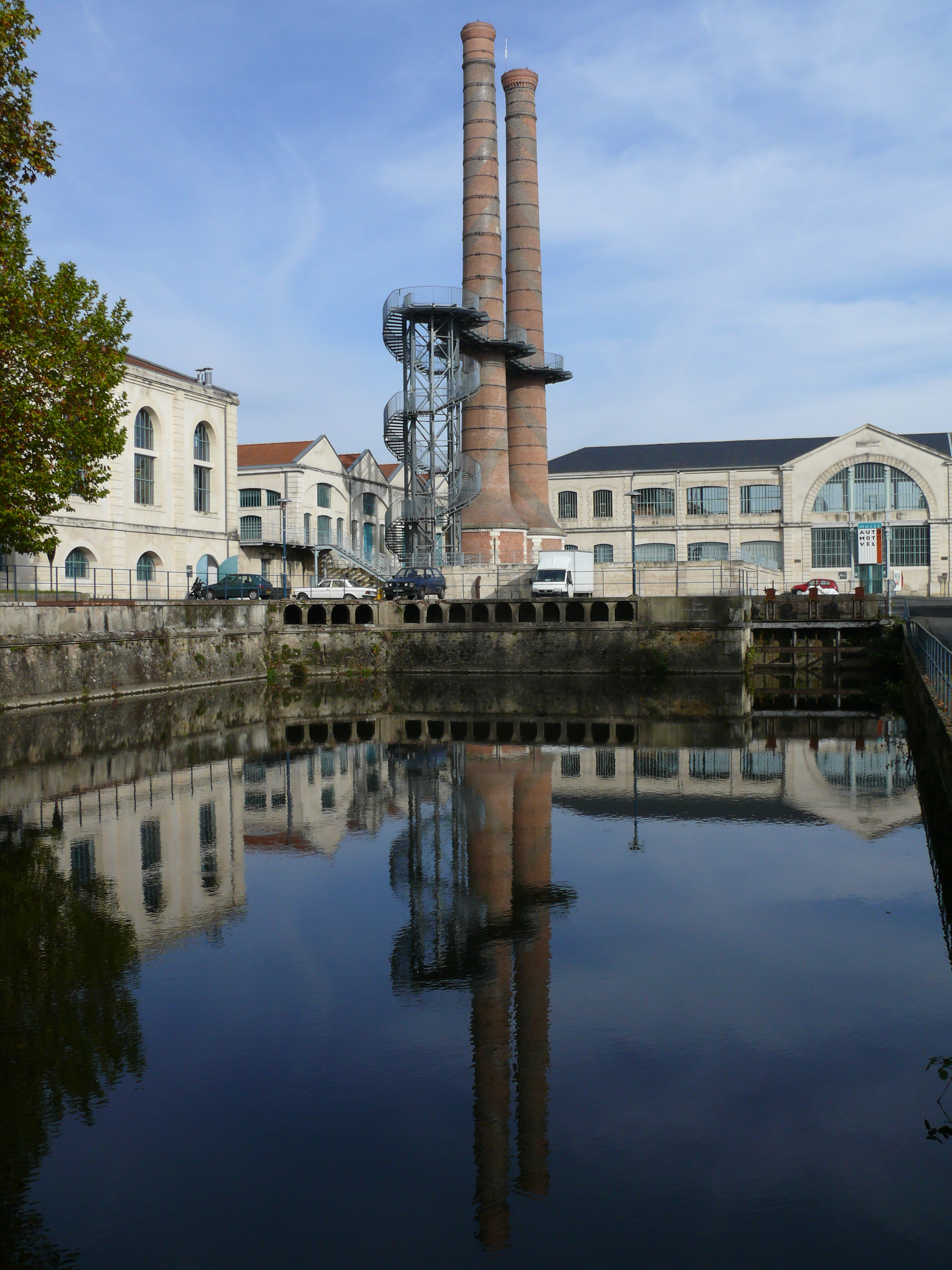
Die Manufaktur mit Versorgungskanal
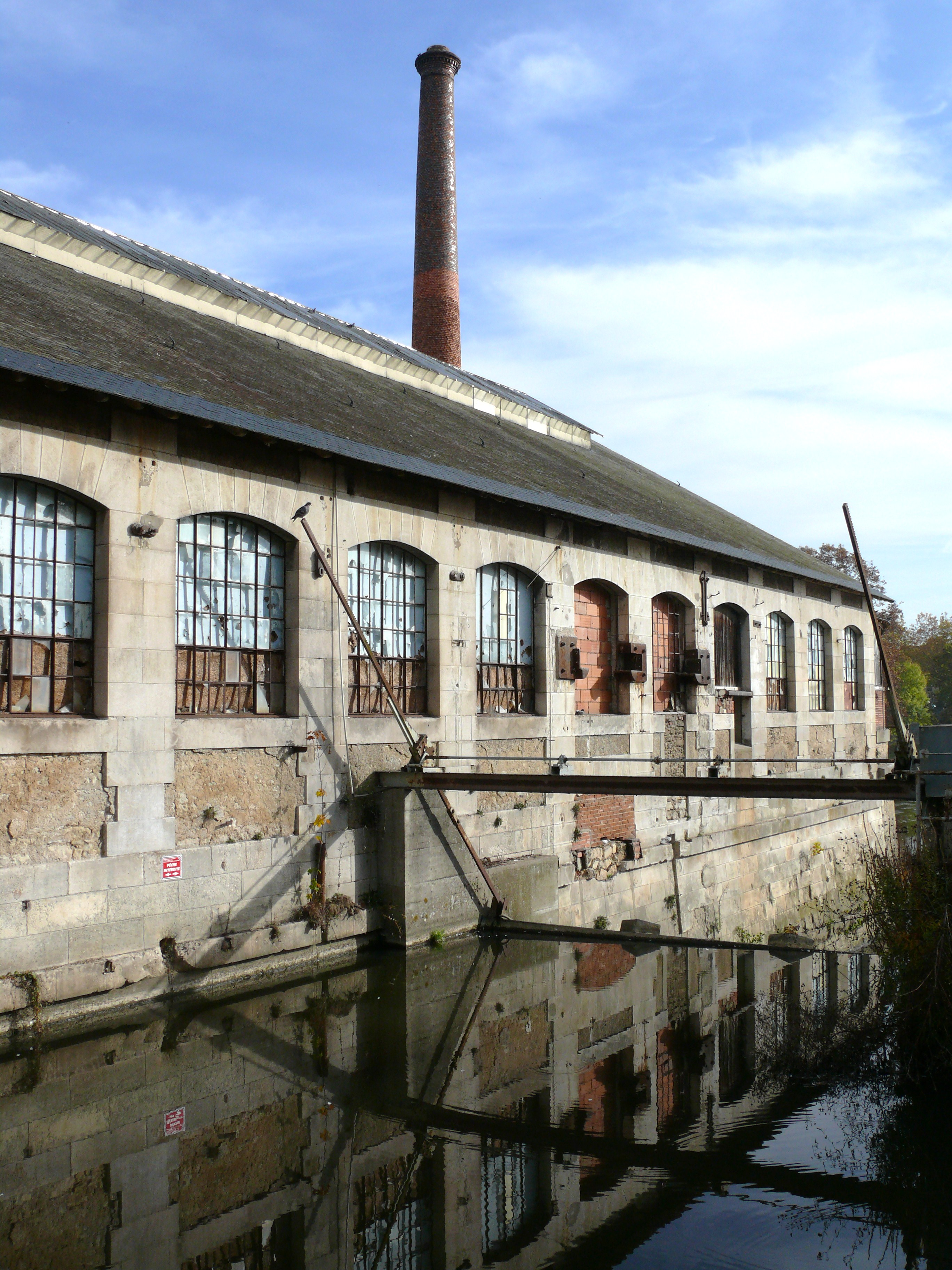
Rückseite der Manufaktur

Die Manufacture d’armes de Châtellerault (kurz: MAC, deutsch: Waffenfabrik Châtellerault, auch genannt „La Manu“) war eine von 1819 bis 1968 bestehende französische Waffenfabrik mit Sitz in Châtellerault am Fluss Vienne. Die Nachnutzung als Kulturbetrieb mit vielfältigen Ausprägungen wurde von der Stadt Châtellerault gestaltet.

## Geschichte

### 1810er-Jahre, Gründungszeit und geschichtlicher Hintergrund
Die Gründung der Manufaktur erfolgte auf eine „Ordonnance du Roi“ von Louis XVIII vom 19. Juli 1819, nachdem sich im geschichtlichen Vorlauf bedeutende Dinge ereignet hatten. Im Jahr 1815 wurde Napoleon Bonaparte im Sommerfeldzug von 1815 von den alliierten Armeen besiegt. Infolgedessen konnte Frankreich sich nicht erneut nach Osten ausdehnen. Viele Standorte von französischen Waffenfabriken blieben in Grenznähe und drohten im Falle kriegerischer Auseinandersetzung schnell in Feindeshand zu fallen. Darunter zählten die Fabriken in Maubeuge und Charleville und die Blankwaffenherstellung in Klingenthal im Elsass. Aufgrund dessen mussten Alternativen im Hinterland von Frankreich gefunden werden. Ins Auge fasste man dabei mehrere Städte, unter anderem auch die kleine Ortschaft Châtellerault, in welcher damals rund 8.000 Einwohner lebten. Auch war die Lage hervorragend mit der Kreuzung in Richtung Poitou und Touraine und einer wichtigen Verkehrsachse zwischen Paris und Bordeaux. Der kleine Fluss Vienne, welcher durch die Stadt fließt, ermöglichte einen stetige Versorgung mit Energie und eine einfache und schnelle Anlieferung von Materialien jeglicher Art, sowie die Auslieferung von produzierten Waren. Außerdem war Châtellerault bereits früh durch seine guten Handwerker bekannt.
In dem königlichen Dekret vom 19. Juli 1819 wurden etliche Details für die Gründung der neuen Waffenmanufaktur in Châtellerault geregelt. Die Gemeinde mit dem damaligen Bürgermeister Robert Augustin Creuzé, musste die notwendigen Liegenschaften für den französischen Staat zur Verfügung stellen. Im Gegenzug hoffte die Bürgerschaft auf gute und stetige Beschäftigung und einen wirtschaftlichen Aufschwung der Region. Als Gelände wollte man zunächst ein altes Kloster auf der rechten Seite der Vienne nutzen. Letztlich fiel die Wahl auf ein elf Hektar großes Areal, bei dem die Flüsse Vienne und Envigne zusammen trafen.
Bereits 1819 kamen ein aus Klingenthal entsandter Waffenschmied und ein Gutachter, um die ersten Arbeiter der Waffenmanufaktur in Châtellerault auszubilden. Allerdings begann die Waffenproduktion erst nach der Errichtung der mechanischen Fabriken. Die Erfahrung der elsässischen Arbeiter erwies sich als entscheidend, denn infolge der aufeinanderfolgenden Schließungen der Fabriken Klingenthal und Mutzig zogen die Arbeiter von dort nach Châtellerault. Sie stellten in den frühen Tagen die Mehrheit der qualifizierten Arbeitskräfte.

### 1830er-Jahre, Produktions- und Anlagenmodernisierung
Um ab 1831 mit dem gestiegenen Bedarf an mehr Waffen Schritt halten zu können, wurden am Standort neue Werkstätten, Geschäfte und Wohnungen gebaut. Weiterhin wurde im Garten des Direktors, ein kleiner Bereich hinter dem Kanal und neben dem Staudamm, ein Pulverlager eingerichtet. Aus Sicherheitsgründen weit entfernt von den Produktionshallen. Im Jahr 1854 verfügte die Fabrik über eine überdachte Fläche von 10.000 m². Ab 1855 wurden neue Herstellungsverfahren eingeführt, welche zur Errichtung zwei neuer Wasserwerke und neuer Gebäude führten. 1865 wurden in der Fabrik damals neuartige Gaslampen für die Außenbeleuchtung installiert, um das Arbeitsumfeld zu verbessern.

### 1880er-Jahre Industrialisierung mit Vergrößerung der Produktionskapazitäten
1882 wurden die ersten Werkstätten mit elektrischem Licht ausgestattet. Die Jahre 1886–1889 veränderten das Gesicht der Fabrik, sowohl im Hinblick auf die Produktionsmethoden hergestellter Waffen (Lebel Modell 1886) als auch auf die Architektur. Die Belegschaft verdoppelte sich, und man stellte fest, dass die vorhandenen Gebäude für die geforderten Kapazitäten nicht ausreichten. Man riss bestehende Werkstätten und Wohnungen ab und ersetzte sie durch größere und moderne Bauten. Insgesamt wurden drei neue Gebäude mit einer Gesamtfläche von 8.000 m² errichtet. Diese bestanden aus Metallrahmen, gusseisernen Säulen und Ziegeln. Durch neue Bauverfahren wurden die dicken, tragenden Steinmauern entfernt und stattdessen riesige, lichtdurchflutete kirchenschiffähnliche Gebäude geschaffen. Um die Arbeitsbedingungen zu verbessern, wurden die südlichen Wände mit Ziegeln verkleidet, die nördlichen Wände erhielten große Fenster. Ab 1897 wurde in der Manufaktur eine Dampfmaschine mit einer Leistung von 100 PS für die Krafterzeugung genutzt. Die alten zuvor mit Wasserkraft betriebenen hydraulischen Maschinen wurden durch leistungsstarke Dampfmaschinen ersetzt. Die Wärme wurde ebenfalls über eine Dampfmaschine erzeugt und über ein Rohrsystem in den Werkstätten verteilt. In separaten und neuen Gebäuden wurden die Dampfkessel für die Dampferzeuger untergebracht. Um den überschüssigen Rauch und Dampf aus der Anlage zu entfernen, baute man die zwei heute noch vorhandenen, 45 m hohen Zwillingsschornsteine aus roten Ziegel. Im Jahr 1889 wurde noch ein dritter, 61 m hoher Schornstein errichtet. Hatte das Gelände im Jahr 1882 noch eine Nutzungsfläche von 24.000 m², vergrößerte sich diese bis 1890 auf 53.000 m².

### 1890er Jahre mit Großaufträgen für Russland
Im Jahr 1891 wurde eine russische Delegation nach Châtellerault gesandt, um die Produktion von über 500.000 Lebel-Gewehren zu überwachen. Diese Delegation bestand aus 12 Mitgliedern, welche perfekt französisch Sprechen und Verstehen konnten. Sechs der Mitglieder wohnten direkt in der Fabrik und sechs kamen in Häusern in der Stadt unter. Der Leiter dieser Delegation war Prinz Nikolai Nikolajewitsch Gagarin. Während des Aufenthaltes integrierten sich die Mitglieder der Delegation so gut, dass sie zu vielen Veranstaltungen eingeladen wurden. Auch wuchs die Familie des Prinzen um drei Kinder an. Nachdem die hergestellten Waffen 1892 geliefert wurden, verblieb die Delegation dennoch weiterhin in Châtellerault, um die Beziehungen zur Stadt und Frankreich bis zum 25. April 1895 weiter zu pflegen.

### Manufaktur und Erster Weltkrieg
Am 31. Juli 1914 wurde im ganzen Land die allgemeine Mobilmachung verkündet. Für die Waffenfabrik hieß das, die Produktion musste erhöht werden, die Arbeitszeiten mussten verlängert und die Anzahl der Arbeiter massiv erhöht werden. Als der Erste Weltkrieg beendet war, wurde auch die Produktion wieder deutlich zurückgefahren und über die nächsten Jahre in einem konstanten, niedrigen Niveau gehalten.
Nach dem Ersten Weltkrieg änderte sich die Auftragslast in der Waffenfabrik. Statt der Produktion von Kriegswaffen bemühte sich die Leitung der Fabrik um zivile Aufträge. So wurden von 1918 bis 1925 verschiedenste Reparaturaufträge erteilt, wie die Reparatur von Wagen für die Staatsbahn, Kraftfahrzeugen und Feldküchen. Nach und nach änderte sich die Nutzung der Fabrik jedoch wieder hin zur Produktion von Kriegswaffen. Die französischen Maschinengewehre, vor allem die leichten, hatten sich im Ersten Weltkrieg den deutschen Waffen als unterlegen erwiesen und mussten dringend modernisiert werden. So entstand das in Chatellerault entwickelte und hergestellte leichte 7,5-mm-Maschinengewehr Mle. 24 und als Weiterentwicklung das Maschinengewehr Mle. 24/29, dessen Produktion sich die Fabrik in der Folgezeit schwerpunktmäßig widmete.

### Manufaktur und Zweiter Weltkrieg
Nach Ausbruch des Zweiten Weltkrieges im Jahr 1939 wurde die Produktion wieder deutlich erhöht. Aber auch diese gesteigerte Produktion konnte die Niederlage Frankreichs gegen die Wehrmacht nicht verhindern. So kam die Waffenfabrik am 22. Juni 1940 unter Kontrolle der deutschen Besatzungsmacht. Die Leitung hatte zwar ein französischer Direktor, dieser war jedoch einem Lübecker Betriebswirt unterstellt, welcher durch deutsche Ingenieure unterstützt wurde. Am 1. Juli 1940 wurden die Arbeiten in der Fabrik wieder aufgenommen. Ab Oktober 1940 bildete sich die erste Widerstandsbewegung, die Organisation spéciale des Francs-Tireurs et Partisans. Arbeiter steckten dabei geheime Zeitungen in Werkzeugkästen oder schmuggelten ganze Waffen aus der Fabrik. Man führte Einzelaktionen durch, um die Produktion zu verlangsamen, oder auch ganze Streiks, wie am 26. November 1942. Bis zum 4. September 1944, dem Tag der Besetzung von Châtellerault durch die Angloamerikaner, wurden immer wieder kleinere und größere Störaktionen durchgeführt.

### Manufaktur der 1950-Jehre bis zur Schließung 1968
Nach dem Ende des Krieges wurde die Produktion unvermindert wieder aufgenommen. Der Wandel der Zeit blieb bei der Fabrik nicht stehen und man musste die Produktion umstellen, um weiter bestehen zu können. Deshalb wurde ab 1956 unter anderem militärische Fahrzeugtechnik hergestellt. Doch langsam kam es zu einer Spaltung in der Gesellschaft und in der Fabrikleitung. Einige Befürworter, für die die Kriegsbedürfnisse keine Priorität mehr hatten, wollten die Produktion auf zivile Dinge umstellen und gründeten 1950 ein sogenanntes „Friedenskomitee“. Bereits ab dieser Zeit kursierten in der Belegschaft vage Gerüchte, dass eine Schließung der Fabrik bevorstehen könnte. Da allerdings die Produktion gut lief, fand dies zunächst wenig Beachtung. Am 2. April 1961 wurde, entgegen früherer Erwartungen, die Schließung der Waffenfabrik zum Jahr 1968 bekanntgegeben. Ab 1964 wurde die Fabrik in Châtellerault eine Zweigstelle der Fabrik in Tulle. Am 31. Oktober 1968, einen Tag vor der endgültigen Schließung, läutete die Fabriksirene ein allerletztes Mal. Im Anschluss läutete die russische Glocke im Kirchturm von Châtellerault ebenfalls ein letztes Mal für die Waffenfabrik. Die letzten noch im Dienst befindlichen Arbeiter legten eine Schweigeminute ein und verließen zum letzten Mal die Fabrik. Das 150-jährige Kapitel der Manu als Teil der Stadtgeschichte und der französischen Staastsmanufakturen wurde damit abgeschlossen. Entgegen Protesten und Beschwerden hielt das französische Verteidigungsministerium an seiner Entscheidung fest. Zu jener Zeit waren in der Fabrik rund 1.700 Arbeiter beschäftigt, von denen viele in ortsnahen Unternehmen in technischen Betrieben weiter beschäftigt werden konnten. Ein Teil der Belegschaft ging in vorzeitigen Ruhestand.

## Standort und Umfeld der Manufaktur
Die Stadt Châtellerault liegt im mittleren Westen des Landes. Die Waffenfabrik wurde an den Ufern der Vienne und Envigne errichtet, um die Wasserkraft der Flüsse für den Betrieb der Maschinen zu nutzen. Bereits im Jahr 1818, noch vor der offiziellen Gründung, wurde eine Profilzeichnung des Flusses Vienne angefertigt. Darin wurde der Standort eines künftigen Staudamms bestimmt. 1821 begannen die ersten Arbeiten an diesem Staudamm. Dieser besaß fünf hydraulische Wasserwerke, um die Fabrik zu versorgen. Versorgt wurden diese durch einen Kanal, welcher das Wasser in Schleusen ableitete, welche zwischen den einzelnen Fabriken erreichtet wurden. Die Wasserkraft trieb gusseiserne Räder an, welche den Strom erzeugten. Ab 1844 wurden diese Räder durch leistungsstärkere Turbinen ersetzt.
Westlich des Kanals, im Zentrum der Anlage, wurde ein Gebäude für die Verwaltung der Militärdirektion und Lagerräume erreichtet. Ein zweites, ähnlich aussehendes Gebäude wurde direkt davor errichtet und beherbergte im Erdgeschoss Werkstätten und im Obergeschoss Arbeiterwohnungen. Diese beiden Gebäude bestehen aus Kalkstein. Große Esplanaden wurden angelegt um den Ort aufzuhübschen. Heute ist nur noch das Verwaltungsgebäude erhalten.
1899 wurde die Zulieferung in die Fabrik durch den Anschluss an die Eisenbahnlinie deutlich vereinfacht und der Gütertransport wurde sehr viel kostengünstiger. Die Produktion lief auf Hochtouren und der Standort entwickelte sich zunehmend. Nach dem Kauf mehrerer Nebengebäude, hauptsächlich im Stadtteil Brelandière, erreichte die Fläche 190.000 m², davon 75.000 m² überdacht. Nach dem Ersten Weltkrieg veränderte sich die Fabrik erneut. Die Gebäude aus Ziegeln wurden nach und durch neue aus Stahlbeton ersetzt. Zwischen 1918 und 1922 wurde ein neues Wasserkraftwerk neben der Fabrik errichtet. Dabei fiel eine der fünf Turbinen weg, was aber durch neue und leistungsstärkere Turbinen kompensiert werden konnte.
Bis ins Jahr 1961 änderte sich das Aussehen der Fabrik kaum noch. Ab 1961, der Bekanntmachung der Schließung der Fabrik, wurden nach und nach leerstehende Gebäude renoviert und danach anderweitig weiterverwendet. 1968 wurde der Staudamm an den französischen Energiekonzern Électricité de France übergeben. Viele Gebäude wurden jedoch zerstört, um Verkehrs- und Parkflächen zu schaffen. Der 61 m hohe Wasserturm wurde aufgrund von Problemen in Statik und Sicherheit 1984 abgerissen. Im Gebäude des Direktors befindet sich heute das Clément-Janequin-Konservatorium für Musik und Tanz.

## Produktionsschwerpunkte der Manufaktur
In der Anfangszeit der Waffenfabrik wurden ausschließlich Blankwaffen hergestellt, zunächst manuell, dann industriell und später mechanisch. Die Waffen hatten eine Stahlklinge, Holzgriffe und Beschläge aus Kupfer, Zink oder Zinn. Zu Beginn musste noch alles in harter Handarbeit hergestellt werden. So wurden Stahlstangen erhitzt um dann mit einem Hammer beschlagen und gerichtet werden zu können. Danach verließ die Klinge die Schmiede und gelangte in die Härterei, wo sie erneut mit Hämmern gerichtet, dann gefräst und trocken poliert wurden. Danach wurden Biege-, Rand- und Blocktests durchgeführt und nach erfolgreicher Prüfung bekam die Klinge eine Gravur und wurde erneut poliert. Der Griff der Waffen wurde in der Holzwerkstatt an Drehbänken von Hand bearbeitet. Doch bis 1830 nahm die Nachfrage nach Blankwaffen immer mehr ab, die Nachfrage nach Schusswaffen stieg jedoch stetig an. Dennoch wurden vom sabre de cavalerie légère modèle 1822 (deutsch: Kavalleriesäbel Model 1822) von 1829 bis 1861 78.000 Stück produziert. Trotz der großen Nachfrage an Schusswaffen wurden in der Fabrik weiterhin Blankwaffen hergestellt. So wurden von 1901 bis 1921 38.000 Florette für die l’École Normale de Gymnastique et d’Escrime (deutsch: Schule für Gymnastik und Fechten) in Joinville hergestellt.
Nachdem ab 1829 zwei Hallen für die Schusswaffenherstellung fertiggestellt wurden, konnten ab 1830 die ersten Schusswaffen hergestellt werden. Das erste Gewehr wurde allerdings erst 1831 fertiggestellt. 1866, nach der Einführung einer einheitlichen Waffenausrüstung für die kaiserliche Garde, wurde die Waffenfabrik mit der Lieferung von 233.000 Chassepotgewehren innerhalb von 5 Jahre betraut. Dieses wurde unter anderem während des Deutsch-Französischen Krieges 1870/71 eingesetzt. Ebenfalls wurde das Gewehr Lebel Modell 1886 produziert, welches während des Ersten Weltkrieges zum Einsatz kam. Im Jahr 1891 erhielt die Waffenfabrik einen Fertigungsauftrag für das Lebel-Gewehr von über 500.000 Stück für Russland. Um diese Produktion zu überwachen, wurde eine russische Mission eingerichtet unter der Führung von
Oberst de Sokérine. Auch wenn die Anfänge der Produktion schwierig waren, konnten die bestellten 503.539 Gewehre pünktlich geliefert werden. Als Dank erhielt die Fabrik eine russische Glocke, welche auch am letzten Arbeitstag noch genutzt wurde. Neben diesen Waffen wurden auch Zündmechanismen und Holzbeschläge in der Fabrik hergestellt. Um die hergestellten Schusswaffen prüfen zu können, gab es unter der Anlage einen 200 m lagen Tunnel entlang des Kanals, in denen Schusstests durchgeführt wurden.
Neben Gewehren stellte man auch Artilleriegeschütze wie die Canon de 75 mm modèle 1897 her. Die Produktion dieser Kanone war aufwendiger als bei früheren Modellen, da sie als erstes Geschütz eine hydraulische Rückstoßbremse mit Rohrrücklauf besaß. Dies erforderte Modernisierung und Anpassung der Produktion. Ab 1924 stellte man in Châtellerault das Maschinengewehr MAC-24/29, ab 1931 das MAC-31 sowie ab 1934 das MAC 1934 her.
Vom 1. Januar bis zum 22. Juni 1940 wurden durch die Mobilmachung, der gesteigerten Produktion und der erhöhten Anzahl an Arbeitern 62.000 Waffen produziert. Vor dem Eintreffen der Wehrmacht wurden nahezu alle produzierten Waffen aus der Fabrik in Sicherheit gebracht. Jedoch wurde dieser Aufschwung durch die Niederlage Frankreichs am 22. Juni 1940 gestoppt. Allerdings nur für acht Tage, denn die Besatzer ließen am 1. Juli 1940 die Produktion wieder aufnehmen. Sämtliche Waffen erhielten dabei den Stempel jwh (deutsche Kennung für die Waffenfabrik Châtellerault) und der Jahreszahl. Bis zum Tag der Besetzung durch die Alliierten am 4. September 1944 lief unter deutscher Führung die Produktion weiter, wurde aber immer wieder durch kleine und große Störaktionen vermindert. Während der Besetzung wurden in der Waffenfabrik auch weiterhin Blankwaffen produziert. Dazu zählten unter anderem Bajonette für den Karabiner 98k (Seitengewehr SG 84/98), ferner wurden auch Zylinderkopfblöcke und diverse zivile Geräte in der Waffenfabrik hergestellt. 60 % der Produktion in der Waffenfabrik wurde nach Deutschland geschickt.
Nach dem Zweiten Weltkrieg wurde die Produktion von Waffen weitergeführt. Zum Anfang waren das immer noch das Maschinengewehr MAC-24/29 und das Maschinengewehr MAC-31. Jedoch wurde versucht, die Produktion zu modernisieren und Aufträge für neue automatische Waffen zu bekommen. Nachdem die Modernisierung erfolgt war, wurden unter anderem die Pistole MAC-50 hergestellt. Auch an Prototypen wie an der Maschinenpistole MAC-48 oder an dem Maschinengewehr MAC-1950 und dem Sturmgewehr MAC-1955 wurde gearbeitet. Bis in die 1950er Jahre gingen weiterhin Aufträge ein. Die produzierten Waffen versorgten dann die französische Armee in Indochina und in Algerien. Im Jahr 1947 erhielt die Waffenfabrik den Auftrag, Jagdgewehre für Privatpersonen zu produzieren. In den 1950er und 1960er Jahren gab es erneut Aufträge zur Produktion der Pistole PA-MAC 50, der Maschinenpistole PM-MAT 49 oder auch des Maschinengewehrs AA-52. Noch heute sind diese Waffen in den Streitkräften Frankreichs in der Nutzung.

MAC Blankwaffen
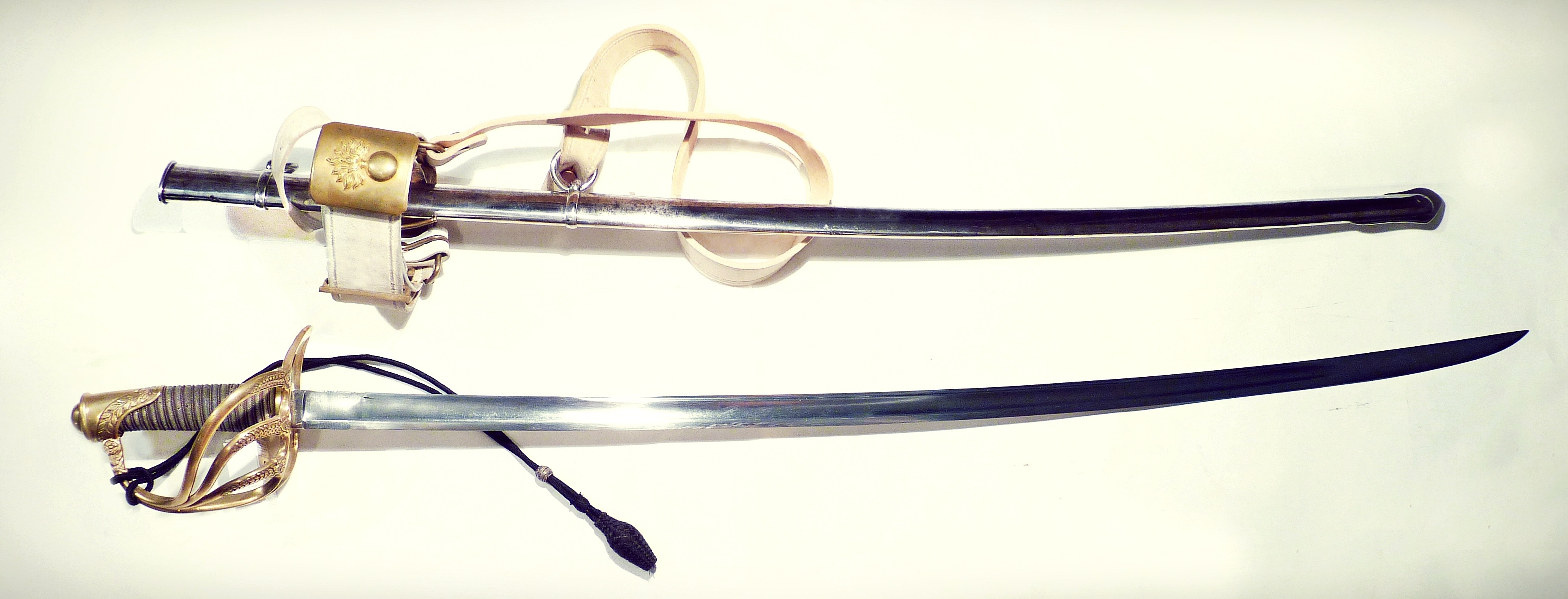
Kavalleriesäbel Model 1822
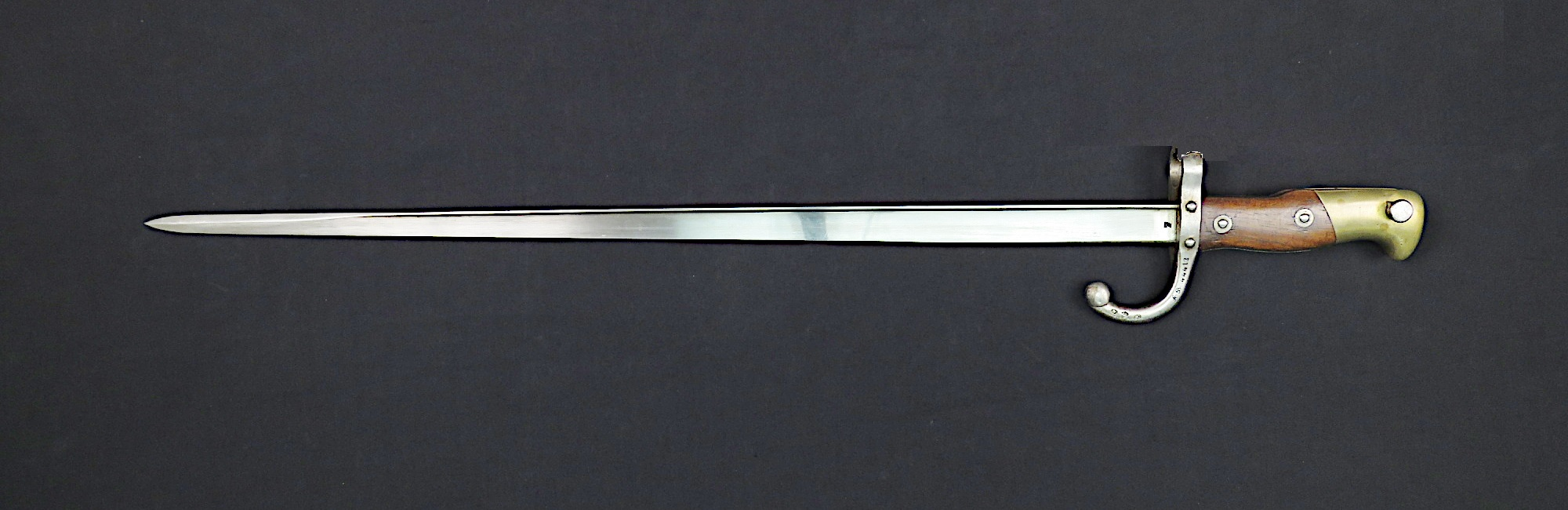
Bajonet Model 1874-79 Gras
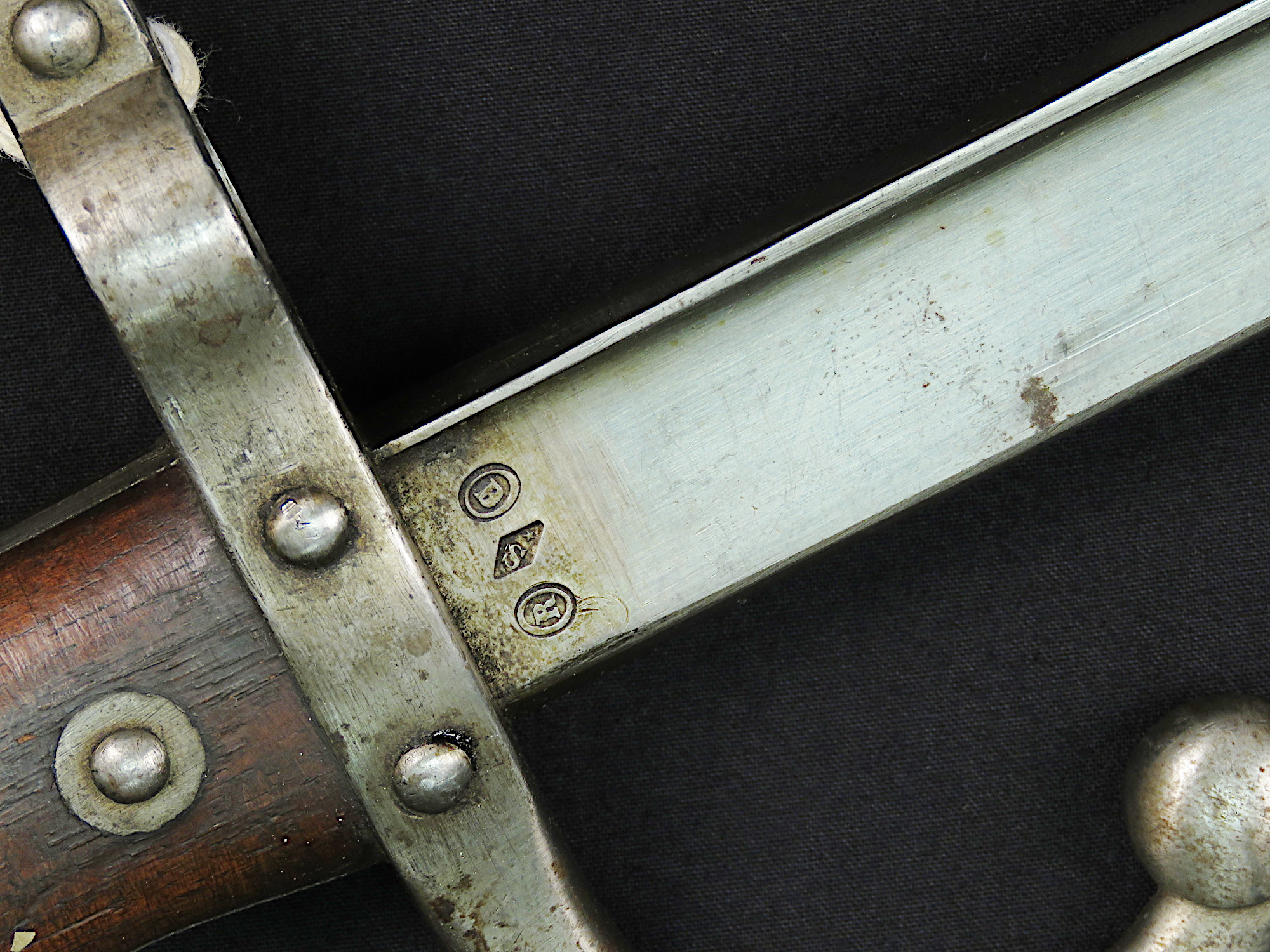
Bajonet Model 1874-79 Gras

MAC Pistolenmodelle
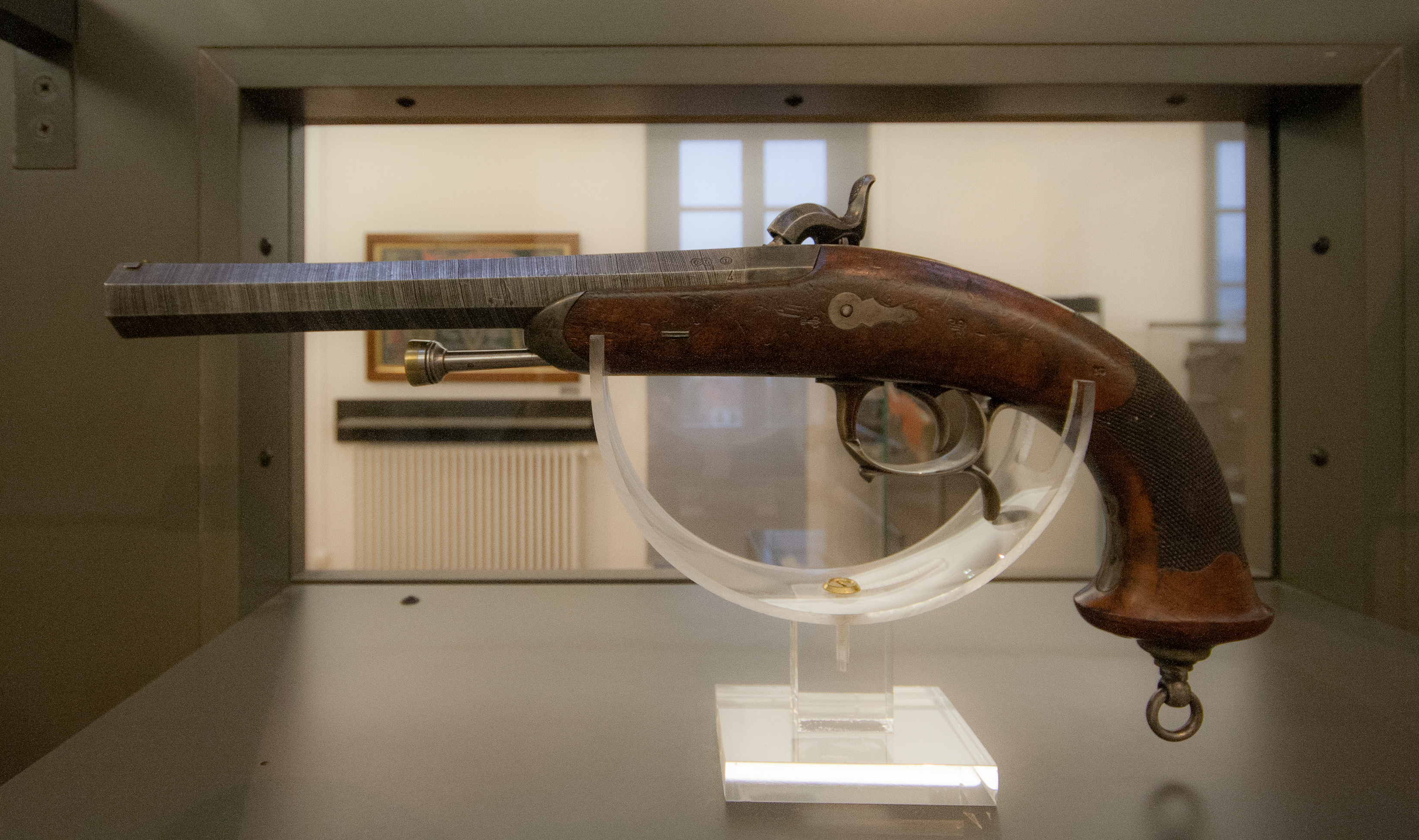
Offizierspistole 1833
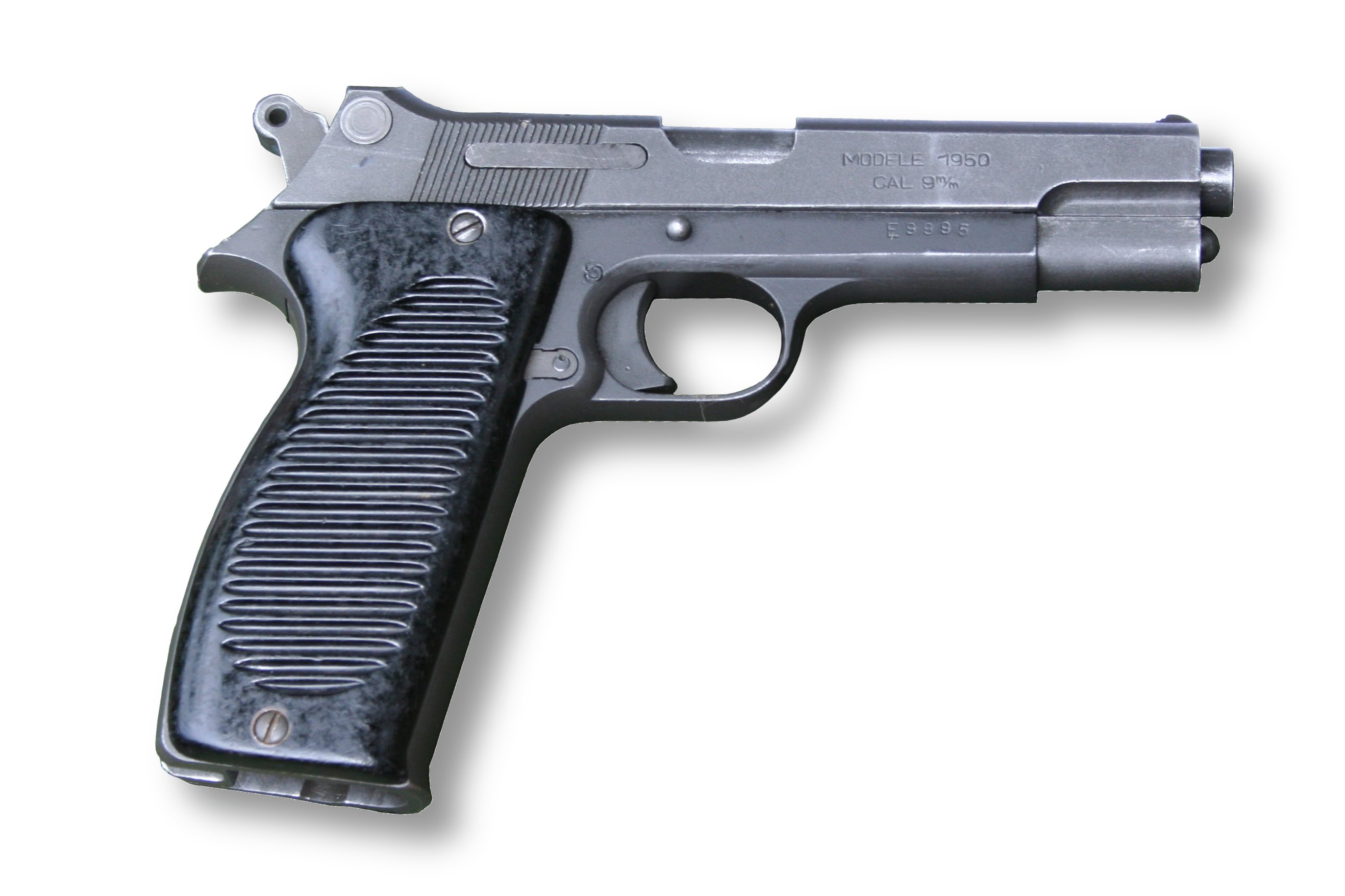
Pistole Model MAC-50

MAC Gewehrmodelle
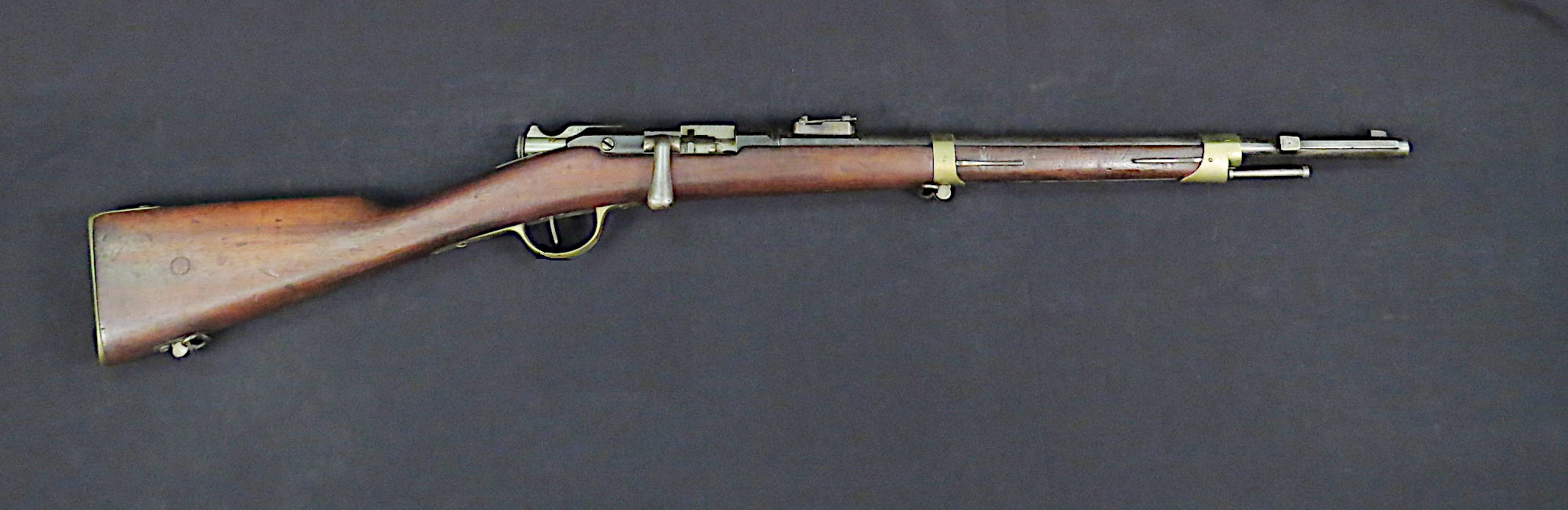
Chassepot M80 c1877 Karabiner
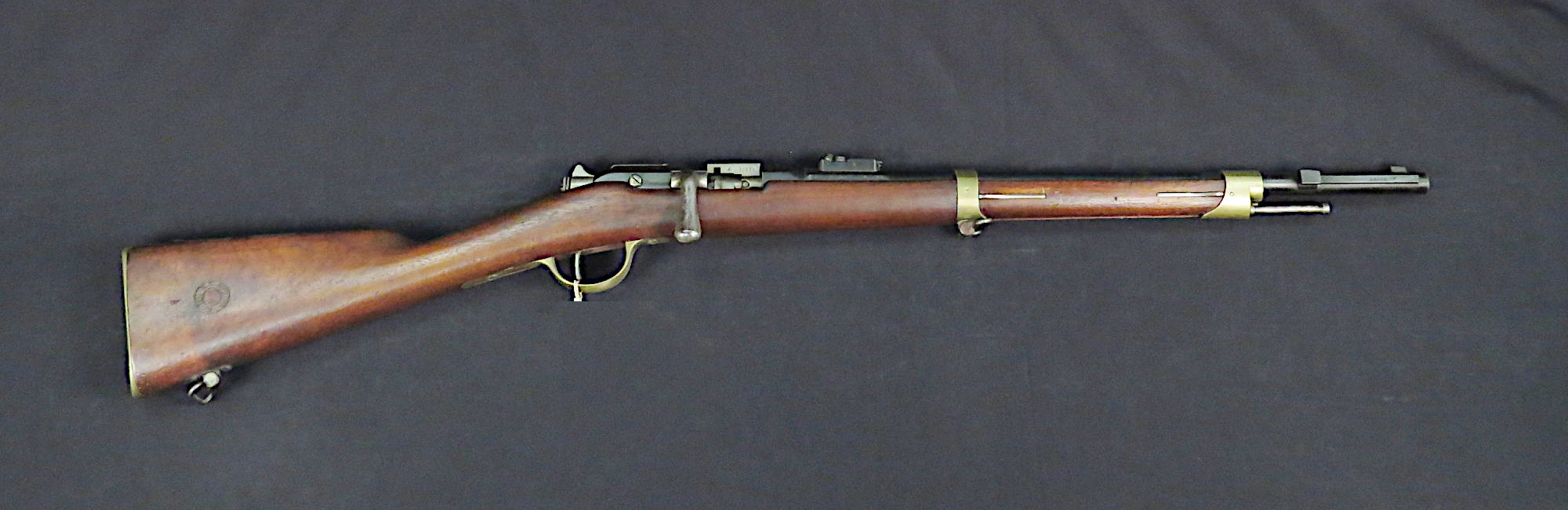
Model 1874-80 Gras Karabiner
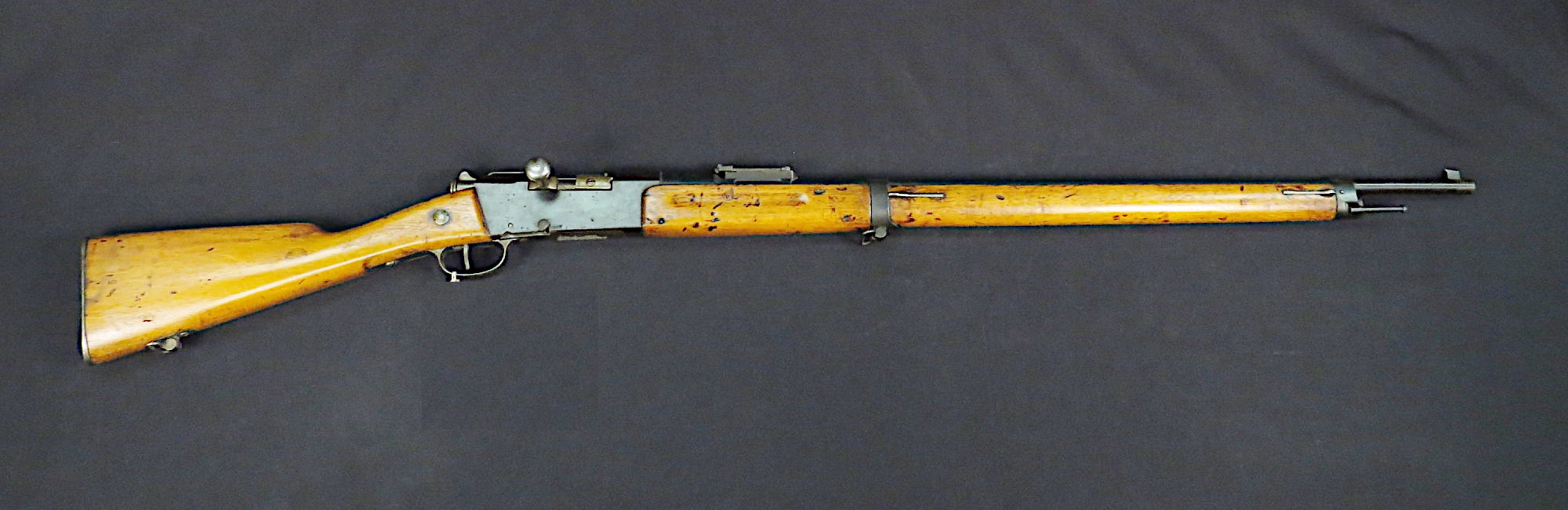
Lebel Model 1886-93 Gewehr
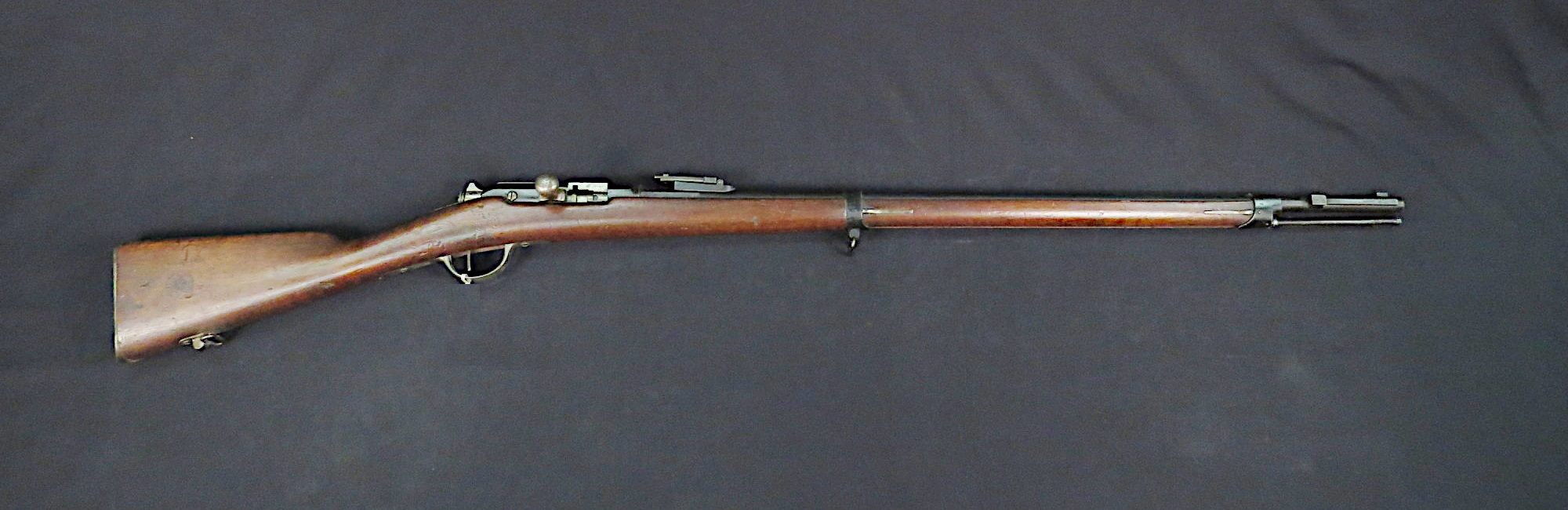
Model 1874-80 Gras Gewehr

MAC Gewehrmodelle
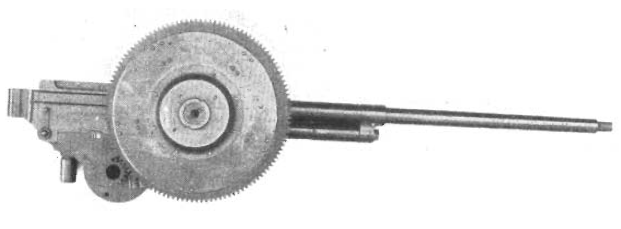
Mle 34 Flugzeugführer-Maschinengewehr
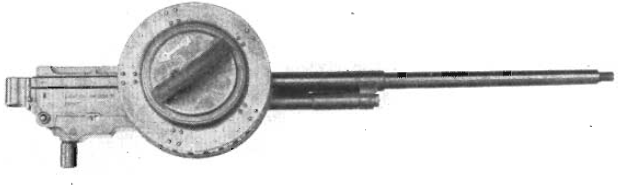
Mle 34 Flugzeugbeobachter-Maschinengewehr
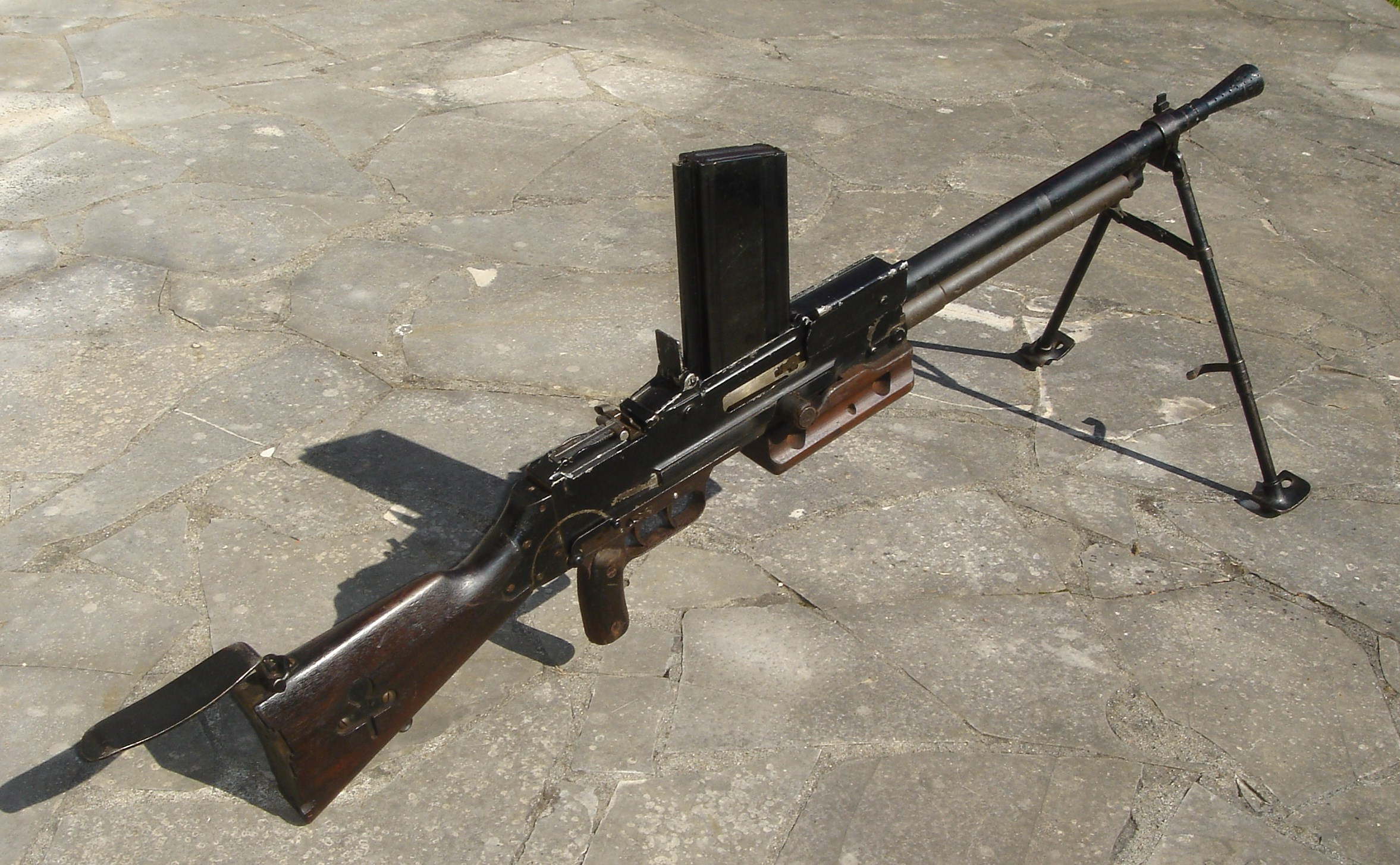
LMG Mle 24
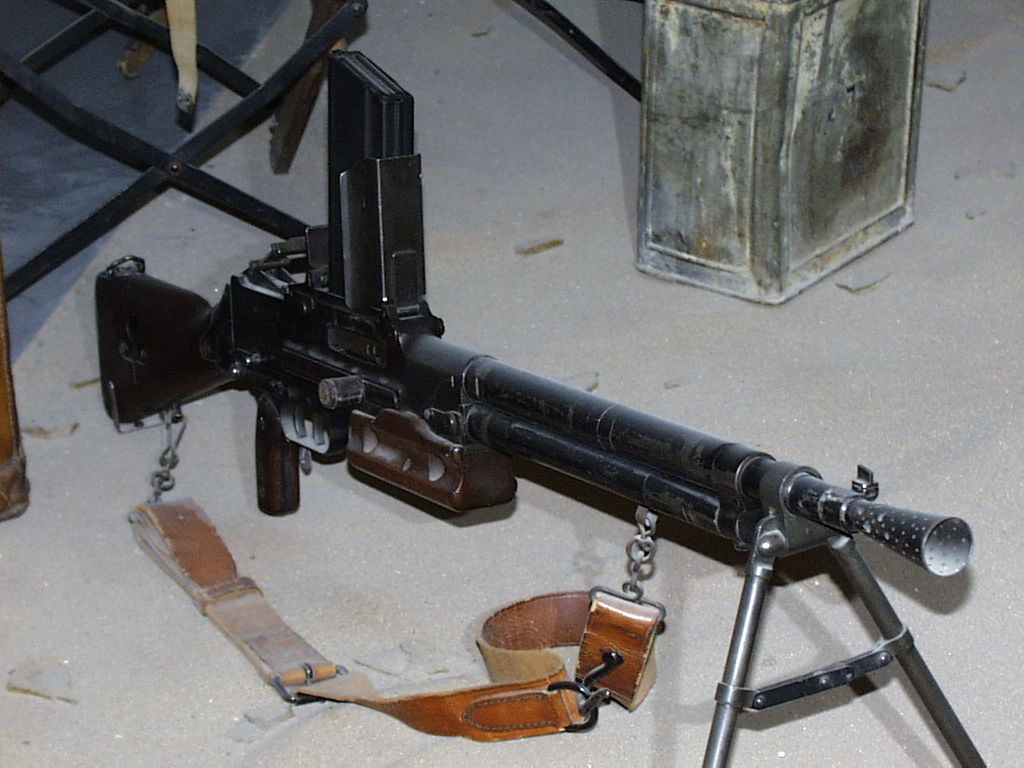
LMG Mle 24

Lizenz Maschinenpistolen
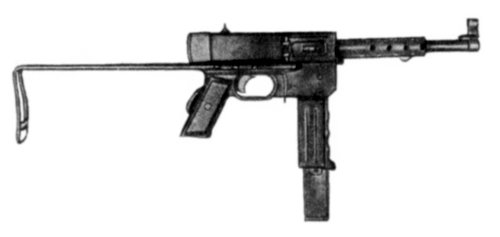
Maschinenpistole MAT 49

Lizenz Maschinengewehre
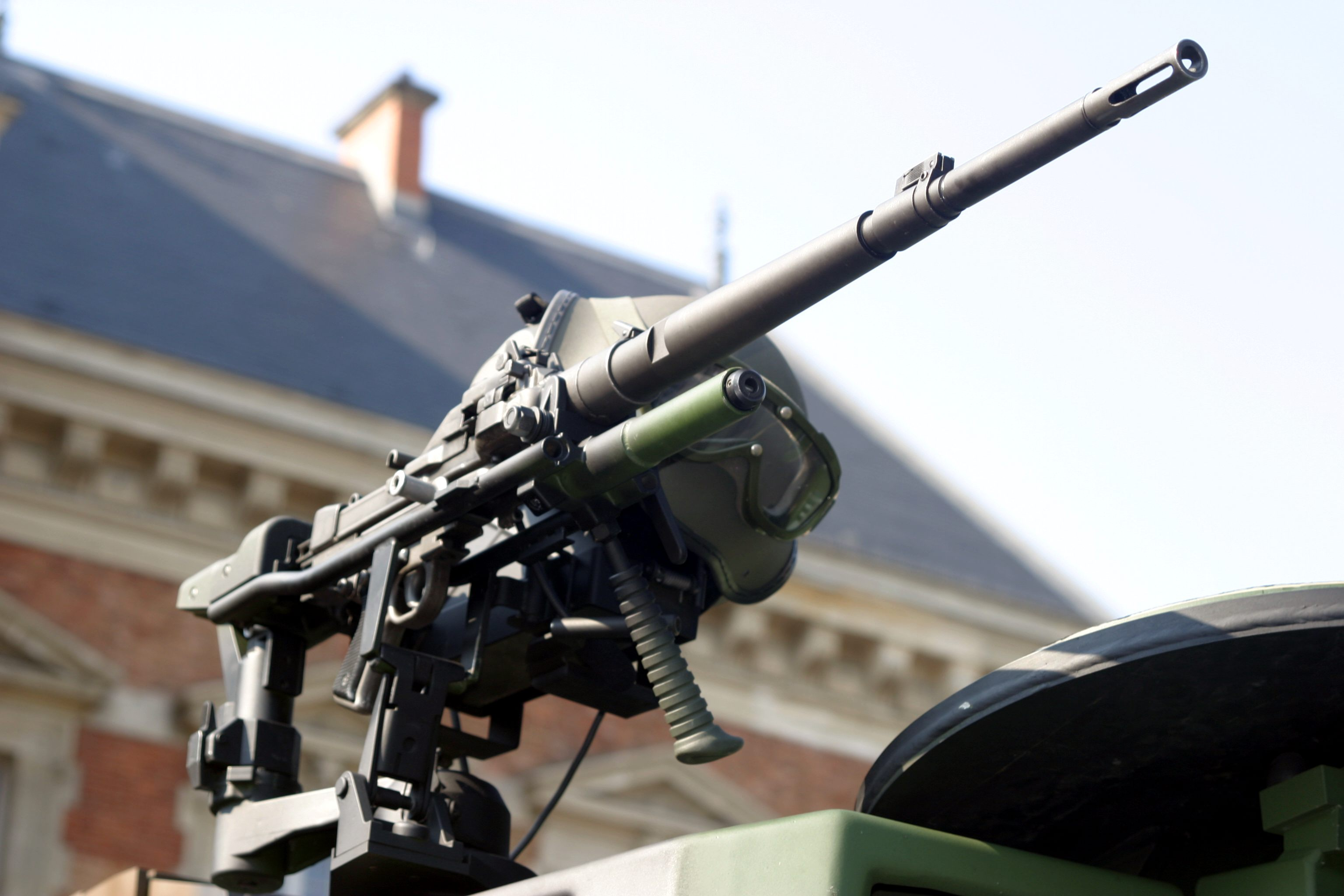
Maschinengewehr AA-52

Besatzungsproduktion
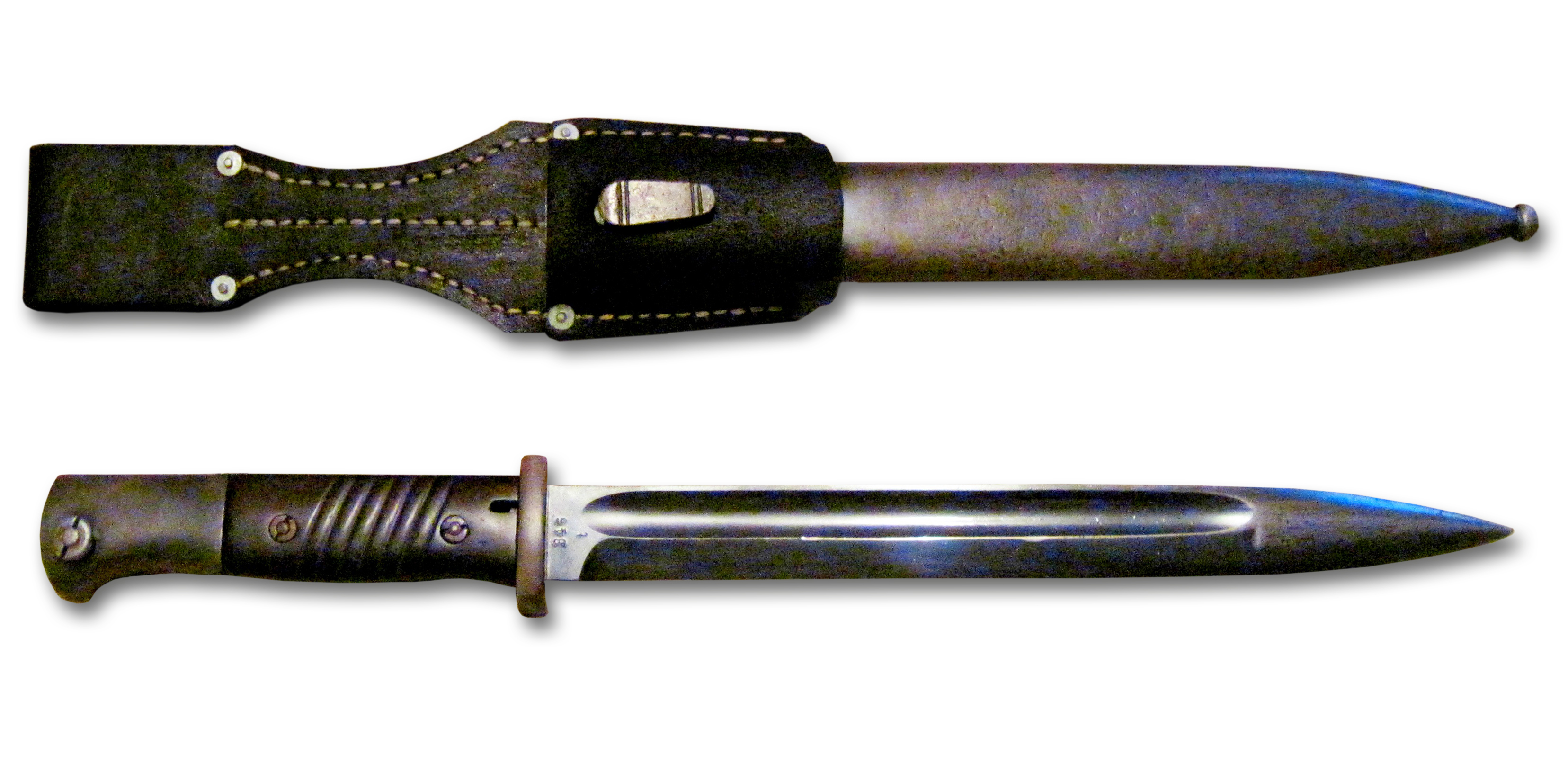
Bajonett für K 98k

### Prägungsstempel
Damit jeder den Hersteller einer bestimmten Waffe feststellen konnte, wurden die Waffen mit Prägestempeln versehen. Diese erfuhren im Laufe der Zeit diverse Veränderungen.
Mre. Imp’ale de Chât’t
| Jahr      | Prägung                                        | Bezeichnung                                    | deutsch                               |
| --------- | ---------------------------------------------- | ---------------------------------------------- | ------------------------------------- |
| 1820–1836 | Châtellerault                                  | Châtellerault                                  | Châtellerault                         |
| 1836–1848 | Manuf’ re R’le de Châtellerault                | Manufacture Royale de Châtellerault            | Königliche Manufaktur Châtellerault   |
| 1848–1852 | Manuf Nl’e de Châtellerault                    | Manufacture Nationale de Châtellerault         | Nationale Manufaktur Châtellerault    |
| 1853–1870 | Mre. Imp’ale de Chât’t                         | Manufacture Impériale de Châtellerault         | Kaiserliche Manufaktur Châtellerault  |
| 1871–1873 | M’re N’le de Chât’t                            | Manufacture Nationale de Châtellerault         | Nationale Manufaktur Châtellerault    |
| 1873–1914 | M’re d’armes de Chât’t                         | Manufacture d’Armes de Châtellerault           | Waffenmanufaktur Châtellerault        |
| 1914–1918 | Manufacture nationale d’armes de Chatellerault | Manufacture nationale d’armes de Chatellerault | Nationale Waffenfabrik Chatellerault  |
| 1940–1944 | jwh                                            |                                                | Staatliche Waffenfabrik Châtellerault |

## Die Belegschaft der Manufaktur
Facharbeiter, Ausbildung und Umfeld

Zu Beginn der Waffenfabrik arbeiteten die Arbeiter in den Fabriken am Ufer der Vienne oder in den Boutiques, den kleinen Werkstätten um die großen Fabrikgebäude. Die Arbeiter waren Meister, Gesellen und Lehrlinge aus den umliegenden Regionen. Die Ausbildung in der Fabrik dauerte oft mehrere Jahre. Untergebracht waren die Arbeiter, sofern sich nicht aus der unmittelbaren Umgebung kamen, in den Gebäuden, in denen sie auch arbeiteten. So gab es in der Fabrik Berufe wie den Klingenschmied, Schärfer oder Garnierer. Bei den Feuerwaffen gab es Kanonenschmiede oder Platinisierer. Auch Schmelzer oder Zimmerleute traf man in der Fabrik an. Für die Überwachung der Produktion und die Absicherung des Personals und der Produktionsstätten wurde militärisches Personal und militärische Inspektoren eingesetzt.
Bei den Arbeitern gab es zwei Kategorien: Zum einen die fest angestellten und rentenfähigen Arbeiter, welche nach 30 oder 50 Jahren in Rente gingen. Zum anderen gab es die freien Mitarbeiter, welche durch Anordnungen berufen oder entlassen werden konnten oder aus freien Stücken ihren Arbeitsplatz wechselten, um ihr Einkommen aufzubessern. Ab 1860 änderte sich die Struktur der Belegschaft. So gab es durch den Beginn der Massenproduktion immer weniger Meisterberufe, da für die Maschinen auch weniger qualifiziertes Personal genutzt werden konnte. Zu Beginn des 20. Jahrhunderts wurde die Fabrik zu einer Einrichtung der Nationalen Verteidigung und die Mitarbeiter wurden Staatsbedienstete.
Als am 31. Juli 1914 die allgemeine Mobilmachung ausgerufen wurde, stieg die Anzahl der Belegschaft von 1.406 im Juli 1914 auf 7.192 im Dezember 1916. Im März 1915 begann die erste Rekrutierung von Frauen für die Waffenfabrik. Die meisten von ihnen lebten in der Stadt und waren Kriegerwitwen, Ehefrauen von Wehrpflichtigen oder auch Mädchen unter 20 Jahren. Bis zu 1.600 weibliche Mitarbeiter verzeichnete die Fabrik bis 1918. Sie wurden umfänglich versorgt, auch wurden spezielle Räume für Kinder und Säuglinge geschaffen. Nach dem Ende des Krieges wurden diese Frauen bis 1919 jedoch massiv entlassen. Um den hohen Personalbedarf zu decken, wurden ab Februar 1916 auch vermehrt chinesische Arbeiter rekrutiert. Auf der Flucht vor der Armut ihres Heimatlandes kamen zwischen 1916 und 1917 700 Gastarbeiter in Châtellerault an. Ihr Arbeitsvertrag wurde für drei Jahre ausgeschrieben. Untergebracht waren sie am Rande der Stadt im Quartier im Stadtteil La Brelandière. Die Arbeitszeiten zu dieser Zeit waren 49 Stunden pro Woche. Aufgeteilt wurden diese in 10-Stunden-Tage, einschließlich Sonntags. Der Tageslohn im Jahr 1918 betrug 5 Franc und war damit höher als in anderen Fabriken in der Region.
Nachdem Ende 1939 eine weitere Mobilmachung angekündigt wurde, stieg auch in der Waffenfabrik die Produktion und die Anzahl der Mitarbeiter an. So waren am 15. Juni 1940 in der Waffenfabrik 7.945 Arbeiter beschäftigt. Um den Arbeitermangel ausgleichen zu können, wurden wieder vermehrt Frauen beworben und eingestellt. So kam es, dass 1940 um die 600 Frauen in Châtellerault beschäftigt waren. Als die Wehrmacht die Waffenfabrik am 22. Juni 1940 übernahm, wurden vorerst alle Arbeiter entlassen. Um die Produktion am 1. Juli 1940 wieder aufnehmen zu können, wurden erneut um die 3.700 Arbeiter eingestellt. Bis 1941 auch nahezu alle vorher entlassenen Frauen. Die Belegschaft musste allerdings unter Hochtouren für die Besatzer arbeiten. Dabei führte der französische Leiter die Arbeiter mit unmenschlichen Methoden. So sollten sich die Arbeiter, wenn sie auf die Toilette müssten, mit mehr als 5 km/h bewegen, um nicht zu viel Zeit zu verlieren. Auch mussten alle neuen Arbeiter eine Bescheinigung vorlegen, dass sie nicht zur jüdischen Rasse oder Religion gehörten.
Nach dem Ende des Zweiten Weltkrieges wuchs die Belegschaft wieder auf um die 2.500 Arbeitern an und die Arbeitsverhältnisse waren wieder regelkonform. Die Produktion lief wieder reibungslos und ohne die unter der deutschen Besatzung erfolgten Widerstände der Belegschaft. Bis ins Jahr 1961 blieb die Zahl der Arbeiter auf einem konstanten Maß. Nachdem aber im Jahr 1961 die Schließung der Fabrik angekündigt wurde, ging der Personalbestand nach und nach zurück.
Chronologie der Manufakturdirektoren

Erbaut wurde die Waffenfabrik über den Zeitraum von 1819 bis 1830 von der Armee und blieb bis 1835 unter dessen Führung. Von 1835 bis 1852 wurde die Fabrik abwechselnd von Paul Proa und Philippe-Jules Creuzé sowie Charles-Elie Arcelin geleitet. Von 1852 bis 1866 leitete Philippe-Jules Creuzé allein die Fabrik. Dabei gründete er ein Unternehmen mit 30 Partner, darunter Bankiere und wohlhabende Bewohner aus Châtellerault, welche ihre Investitionen bündelten, um an der Weiterentwicklung der Fabrik beizutragen. Zwischen 1888 und 1894 führte Adrien Treuille die Fabrik. Dies war die Zeit der großen Fabriken in Frankreich, der Beginn der Massenproduktion und das goldene Zeitalter der Waffenfabrik.

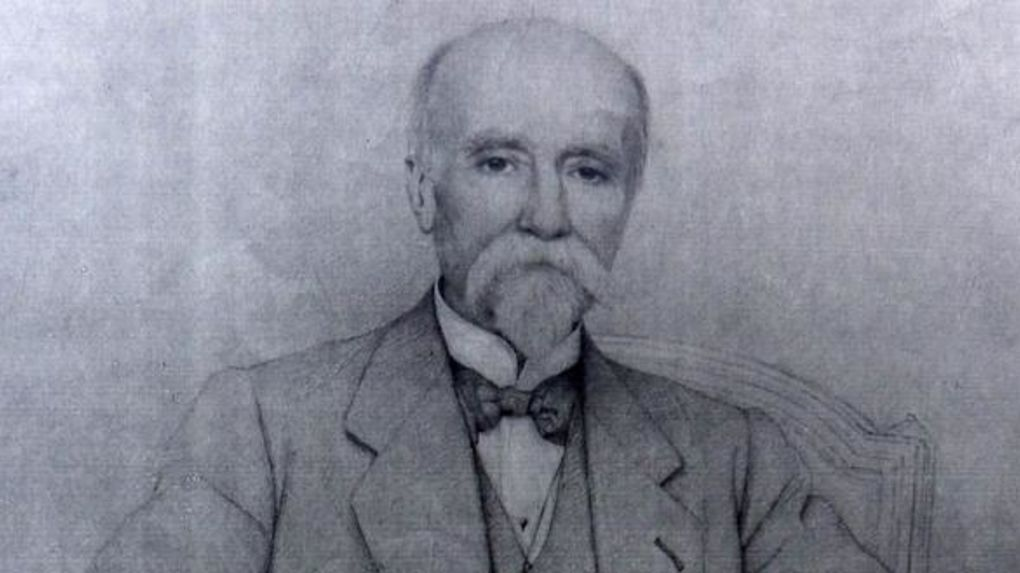
Adrien Treuille

- 1835–1841 – Paul Proa, Philippe-Jules Creuzé
- 1841–1842 – Charles-Elie Arcelin
- 1842–1849 – Paul Proa, Philippe-Jules Creuzé
- 1849–1852 – Charles-Elie Arcelin
- 1852–1866 – Philippe-Jules Creuzé
- 1889–1895 – Adrien Treuille
- 1939–1944 – Lucien Vergnaud (unter deutscher Leitung)[21]
- 1940–1944 – Hans Oskar Sperling (Treuhänder)
- 1944–19XX – Generalingenieur Brisorgueil[22]

Bekannte Betriebsangehörige der Manufaktur
Einer der vermutlich bekanntesten und berühmtesten Mitarbeiter war Antoine Alphonse Chassepot, welcher unter der Führung von Charles-Elie Arcelin arbeitete und das damals modernste Gewehr, das Chassepotgewehr, herstellte.
Zwanzig Jahre später perfektionierte Albert Close den Repetiermechanismus des damaligen Marinegewehr Model 1878 und leistet dadurch einen Beitrag zur Entwicklung des ebenfalls berühmten Lebel-Gewehr.

## Die russische Glocke als Kulturgut der Manufaktur

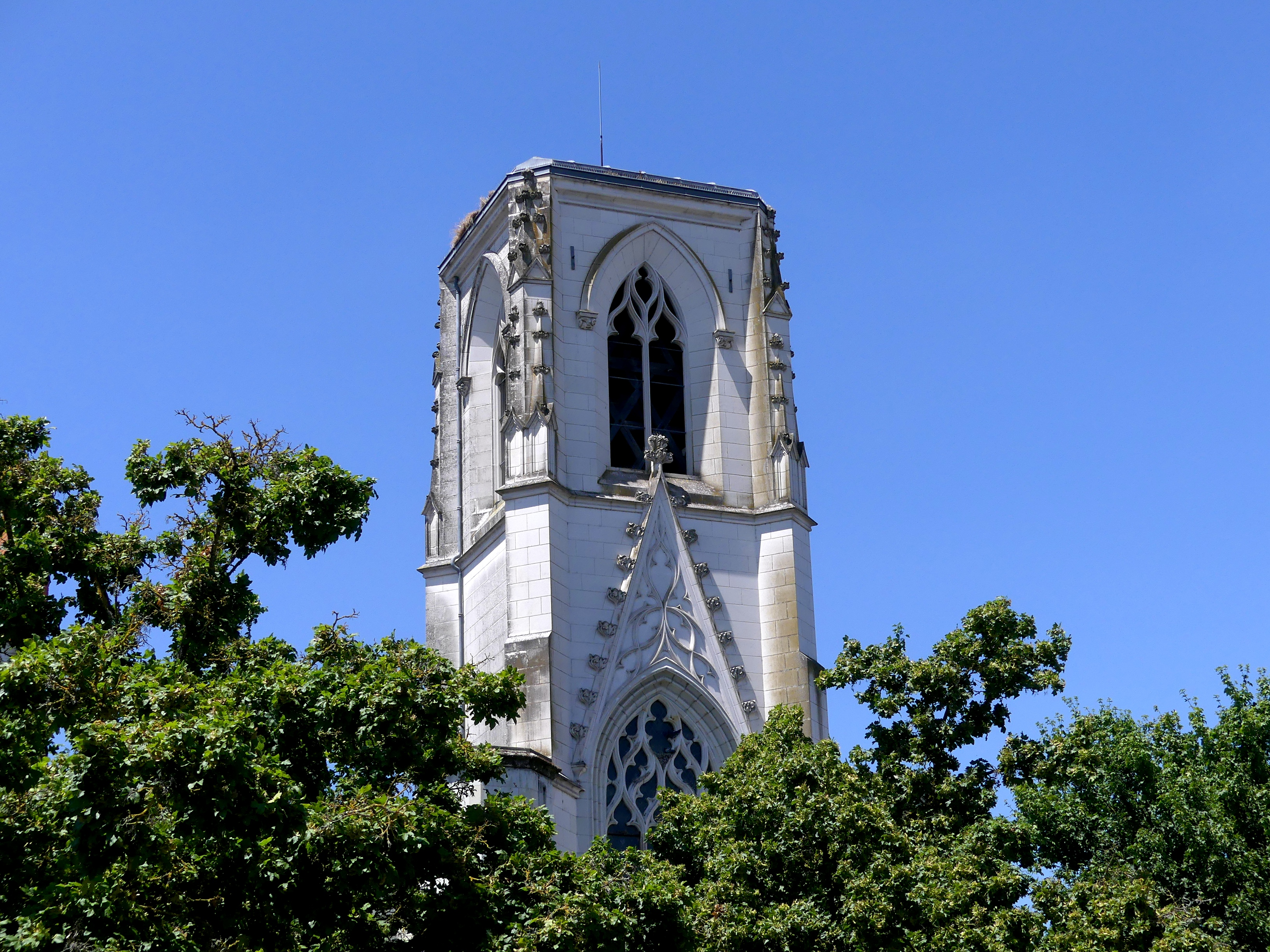
Glockenturm mit der russischen Glocke in der Église St-Jean-Baptiste

Die Glockenstiftung findet bis in das 21. Jahrhundert als besonderes Teil der Kulturgeschichte von Châtellerault Beachtung. Als am 1. November 1894 in Russland Zar Alexander III. verstarb, baten der Priester von Châteauneuf, Sincère Guérin, und der Unternehmer Adrien Treuille den Bischof von Poitiers darum, eine öffentliche Heilige Messe zum Gedenken des Zaren zu lesen. Am 11. November leitete der Monsignore Pelgé eine Zeremonie in der Kathedrale von Poitiers und anschließend eine Messe in der Kirche von Châteauneuf. Am darauf folgenden Tag wurde auf dem Fabrikgelände ein orthodoxer Gottesdienst abgehalten. Die russische Delegation war von dieser Art und Weise und der Geste sehr angetan. Auf die Frage der Delegation an den Priester, was sie als Dank geben könnten, meinte dieser, das eine Glocke sehr willkommen wäre. Am 25. April 1895 wurde die Delegation jedoch abgelöst und verließ die Stadt.
Zwei Jahre später, am 21. März 1897 traf am Bahnhof von Châtellerault ein russisches Geschenk ein, eine Glocke. Diese wurde am 14. Dezember 1896 in den Orloff-Gießereien in Sankt Petersburg gegossen. Mit militärischem Schutz wurde diese Glocke umgehend die Kirche gebracht. Die Glocke ist am Bauch mit einer Silberschicht überzogen und wird bekrönt durch ein Kreuz mit einer vergoldeten Weltkugel. Weiterhin gibt es vier Porträts von großen Persönlichkeiten: Zar Alexander III., Zar Nikolaus II. auf Seiten der Russen und die Porträts von Präsident Nicolas Léonard Sadi Carnot und Félix Faure. Abgerundet wird alles durch ein Dekor aus Blüten, Blattwerk und Fahnen. Auf der Basis der Glocke steht auf Französisch und Kyrillisch: Chantez la paix et la fraternité des peuples Воспевать мир и братство народов (deutsch: Singt Frieden und Brüderlichkeit der Völker). Nach der Installation der Glocke in der Kirche wurde diese am 19. Mai 1897 im Beisein von General de Fréédéricksz und dem Erzbischof von Bordeaux getauft. Die Glocke läutete daraufhin auch an besonderen Momenten. So zum Beispiel im September 1944, als Châtellerault von den Alliierten besetzt wurde oder auch am 31. Oktober 1968, als die Waffenfabrik geschlossen wurde.

## Umwidmung der Manufaktur zum Kulturzentrum

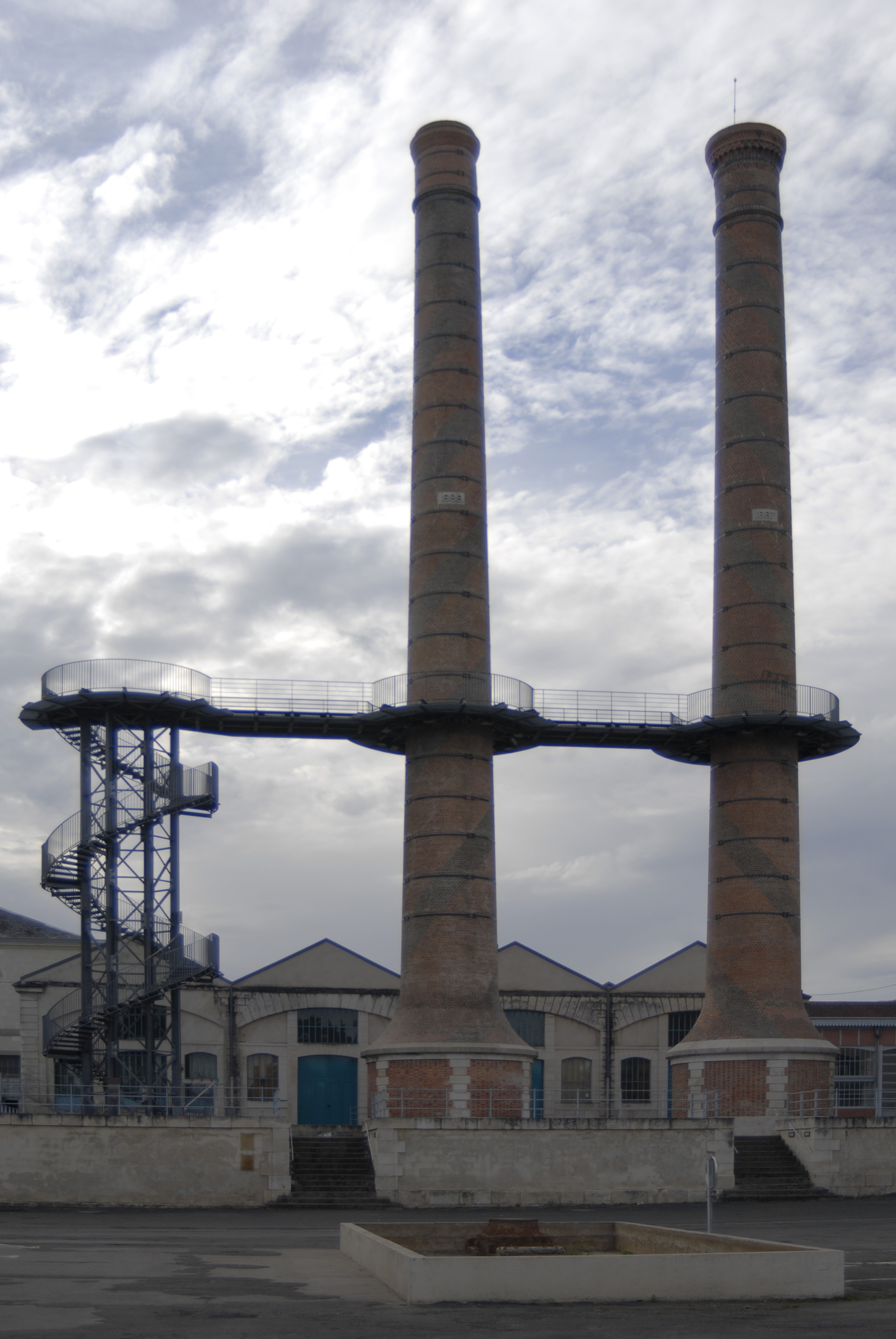
Zwillingsschornsteine der alten Fabrik, die zu den Jean-Luc Vilmouth-Türmen wurden

Ab den 1970er Jahren kaufte die Stadt Châtellerault das Gelände ehemaligen Waffenfabrik und initiierte daraufhin ein kulturelles Umwidmungsprogramm. Etliche der vorhandenen Gebäude wurden im Inneren umgebaut und einer neuen Verwendung zugeführt.
Kernareal und Grand Atelier

In dem großen Atelier, oder in der großen Halle, befindet sich auf über 3000 m² ein Museum für Kunst und Industrie. Hier kann der Besucher eine Reise von 1890 bis in die 1970er Jahre unternehmen. Diese Ausstellung ermöglicht auf Grundlage des modernen Museumskonzepts eine interaktive Wahrnehmung der Ausstellungsstücke.
Weitere Bereich des Kulturzentrums

Comme deux Tours

Um die beiden, 45 m hohen Zwillingsschornsteine wurde eine Aussichtsplattform auf 18 m Höhe geschaffen. Diese kann mit einer Wendeltreppe erreicht werden. Installiert wurde diese Plattform von Jean-Luc Vilmouth und erhielt den Namen Comme deux Tours (deutsch: Wie zwei Türme). Die Wendeltreppe, welche einen auf 18 m Höhe bringt, befindet sich dort, wo 1984 der 61 m hohe dritte Schornstein abgerissen wurde.
La Forge

In einer Halle der ehemaligen Fabrik wurde eine Eisbahn mit dem Namen La Forge (deutsch: die Schmiede) eingerichtet. Dort kann das ganze Jahr über Schlittschuh gefahren werden.
Sportstätten

Durch die Initiative des Oberst Brisorgueil wurden bereits ab 1945 Sporthallen und Sportstätten für die Fabrikmitarbeiter und die zivile Bevölkerung geschaffen. Auch heute können diese Sportstätten genutzt werden und der dortige Verein zählt bis zu 1945 Mitglieder in verschiedenen Aktivitäten wie Volleyball, Schwimmen oder Bogenschießen. Ein Konservatorium und ein Skatepark ergänzen die Angebote für Besucher.
Zirkusschule

Ebenfalls auf dem Gelände befindet sich eine nationale Zirkusschule.
Ausbildungszentrum

Bereits im Jahr 1965 richtete das Arbeitsministerium in den ehemaligen Werkstätten ein Ausbildungszentrum für Erwachsenenbildung ein.

### Automobilmuseum Musée Auto Moto Vélo
Bereits 1970 mietete Bernard de Lassée, ein Liebhaber alter Fahrzeuge, das Gebäude 206, um dort ein Automobilmuseum einzurichten. 1991 kaufte die Stadt einen Teil der Sammlung und restaurierte einige Fahrzeuge und sanierte die Hallen. Heute befindet sich dort ein Bereich für die Geschichte des Landtransports mit dem Ausstellungsthema Auto Moto Vélo. Dort sind mehr als 200 Fahrzeuge und Objekte aus mehr als 200 Jahren des Landtransport zu finden.

### Zentrales Militärarchiv der französischen Armee
Auf dem Areal befindet sich das zentrale Archiv des französischen Verteidigungsministeriums, das Service historique de la Défense (SHD). Dort wurde im Auftrag des französischen Staates in der ehemaligen Manufaktur das Centre des archives de l’armement et du personnel (CAAPC) für Personendaten und Bewaffnung des französischen Militärs eingerichtet in dem sich 117 laufende Kilometer Akten befinden.